# 지옥화 (1958년 영화)
"지옥화"(The Flower In Hell)는 한국에서 제작된 신상옥 감독의 1958년 멜로/로맨스, 드라마 영화이다. 김학 등이 주연으로 출연하였고 신상옥 등이 제작에 참여하였다.

## 출연

### 주연
- 김학 - 영식 역
- 최은희 - 소냐 역[2]
- 조해원 - 동식 역
- 강선희 - 주디 역

## 기타
- 조명: 이규창
- 녹음: 이경순
- 미술: 송백규